# Zeit
«Zeit»(«Час») — пісня німецького гурту Rammstein, яка була попередньо випущена у вигляді відеокліпу 10 березня 2022 року та фізичного синглу днем пізніше з їхнього восьмого студійного альбому Zeit. Пісня була написана гуртом і спродюсована ними разом з Олсеном Інволтіні. На бік синглу потрапили дві альтернативні версії пісні — неокласичне аранжування Олафура Арнальдса та ремікс від Robot Koch.

## Музика та Текст
Пісня починається м'яко, з фортепіано, ефірного вокалу і голосу вокаліста Тілля Ліндеманна, змішаних на передньому плані. За ним слідує «м'який чотиридольний бас-барабан і спотворений гітарний перебір на задньому плані», а через дві з половиною хвилини «барабани, гітари і бас-гітара марширують». Лірично пісня присвячена темам швидкоплинності та смерті, а також неминучого плину часу. Редактор Spiegel Андреас Борхольте описав пісню як «елегійну медитацію на тему швидкоплинності»

## Музичне Відео
На початку відео, яке в основному проходить задом наперед, музиканти показані як потопаючі, потім як пасажири рятувальної шлюпки, які стикаються з фігурою в чорному халаті з капюшоном в бурхливому морі. Наступна сцена показує шістьох учасників групи в тонованих, землистих кольорах, спочатку як дорослих солдатів і партизанів у лісі, які беруть участь у битві, а потім як дітей, які грають у війну. Інші сцени включають висхідний стовп піску часу, де матері народжують дітей, а музиканти Rammstein виступають в ролі акушерів, а також пшеничне поле в теплих осінніх кольорах і з музикантами в ролі фермерів і дочки, що біжить до фігури з капюшоном. Режисером виступив Роберт Гвісдек. Продюсером відео виступила компанія Kreisfilm.

## Чарти
| Chart (2022)                            | Peak position |
| --------------------------------------- | ------------- |
| Австрія (Ö3 Austria Top 75)             | 6             |
| Чехія (Singles Digitál Top 100)         | 48            |
| Фінляндія (Suomen virallinen lista)     | 17            |
| Німеччина (Media Control AG)            | 1             |
| Billboard Global 200                    | 180           |
| Угорщина (Single Top 40)                | 12            |
| Нідерланди (Mega Single Top 100)        | 96            |
| Slovakia (Singles Digitál Top 100)      | 86            |
| Sweden (Sverigetopplistan)              | 72            |
| Швейцарія (Media Control AG)            | 2             |
| US World Digital Song Sales (Billboard) | 4             |

| Chart (2022)                     | Position |
| -------------------------------- | -------- |
| Germany (Official German Charts) | 85       |

## Трек Лист
1) Zeit — 5:21; (2 Zeit (RMX Ólafur Arnalds) — 3:54; (3 Zeit (RMX by Robot Koch) — 4:43.